# Echthroplexiella orientalis
Echthroplexiella orientalis är en stekelart som beskrevs av Hoffer 1952. Echthroplexiella orientalis ingår i släktet Echthroplexiella och familjen sköldlussteklar.
Artens utbredningsområde är:
- Tjeckien.
- Slovakien.
- Ungern.

Inga underarter finns listade i Catalogue of Life.